# Echa Martim
Echa Martim foi um rei mouro de Lamego, que participou na Batalha de Arouca como comandante das forças mouras, que terá tido lugar nos campos de Santa Eulália em 1102 com o conde D. Henrique, ajudado pelas gentes de Egas Moniz.
Os muçulmanos foram vencidos na batalha e Echa Martim converteu-se ao cristianismo, acabando D. Henrique por o nomear senhor de Lamego.